# Jana Hybášková
Jana Hybášková (n. 26 iunie 1965, Praga, Cehoslovacia) este un om politic ceh, membru al Parlamentului European în perioada 2004-2009 din partea Cehiei.
1. 1 2  The Fine Art Archive, accesat în 1 aprilie 2021
2. 1 2 3  ]][[Categorie:Articole cu legături către elemente fără etichetă în limba română
3. 1 2 3  Český rozhlas Plus, accesat în 6 mai 2020
4. ↑  Czech National Authority Database, accesat în 23 noiembrie 2019
5. 1 2 3   https://www.databazeknih.cz/zivotopis/jana-hybaskova-5233 Lipsește sau este vid: |title= (ajutor)
6. ↑  Deputații în Parlamentul European
7. 1 2 3 4  Číselník volebních stran - Volby do zastupitelstev obcí konané 23.09. – 24.09.2022 (în cehă), Český statistický úřad[*], accesat în 3 septembrie 2022